# Buddhismus in Irland
Der Buddhismus in Irland ist ebenso wie der Buddhismus in anderen Ländern Europas sichtlich in Wachstum begriffen. In einem Land wie der Republik Irland mit fast 90 % Katholiken ist der Buddhismus allerdings ein gesellschaftliches Randphänomen. Obwohl einer der bekannten europäischen Buddhismusvermittler des 19. Jahrhunderts, der Indologe Robert Cesar Childers durch seinen Sohn und Enkel einen starken Irland-Bezug hat, muss der Beginn des Buddhismus in Irland mit 1977 angesetzt werden. Das damals in Dublin als Ableger des zehn Jahre zuvor etablierten Klosters Samye Ling gegründete Kagyu Samye Dzong genießt nach wie vor eine besondere Anerkennung, auch in Kreisen des Interreligiösen Dialogs. Die Gesamtzahl der Buddhisten in der Republik Irland wird auf unter 1000 Menschen geschätzt. Derzeit sind eine Reihe von Gruppen einer weiteren Schule (Diamantweg) des Kagyü-Zweiges des tibetischen Buddhismus in einigen Städten Irlands bekannt. Neben 'Jampa Ling', einem Zentrum des Gelug-Zweiges des tibetischen Buddhismus in County Cavan gibt es eine Gruppe, die ursprünglich dem Zen-Buddhismus zugeneigt war, derzeit aber durch Mönche und Nonnen des Theravada betreut wird und ein Zentrum der Freunde des Westlichen Buddhistischen Ordens. Weiters gibt es Aktivitäten der Neuen Kadampa. Ein nationales Netzwerk, so wie in Großbritannien, gibt es nicht; teilweise bestehen aber Verbindungen zu buddhistischen Gruppen in Nordirland und anderen Teilen Großbritanniens.